# 카자흐스타노사우루스
카자흐스타노사우루스(학명: Kazakhstanosaurus efimovi)는 어룡목 운도로사우루스과에 속하는 어룡이다. 지금은 멸종된 종으로서 전체적인 몸길이가 4~8m인 거대한 어룡에 속한다.

## 특징
카자흐스타노사우루스는 알려진 유해를 기준으로 볼 때 K. 에피모비는 K. 슈치키넨시스보다 약간 컸다. 케이에피모비 홀로타입은 2016년에 한 무리의 학동들이 발견해 블라디미르 A가 발굴했다. 에피모프와 올가 서브보티나와 두 종의 화석은 드하밀리아 야쿠포바에 의해 준비되었다. 두 종 모두 2019년에 카자흐스탄사우루스라는 명칭의 논문이 처음 제출됐지만 결국 야쿠포바 볼라토브나와 아크메네노프 막수토비치에 의해 2021년부터 현재의 이름을 짓고 기술됐다. 이 홀로타입은 카자흐스탄 나자르바예프 대학에도 전시될 예정이다. 카자흐스탄사우루스("카자흐스탄 도마뱀"이라는 뜻)는 카자흐스탄과 러시아의 후기 쥐라기 출신의 익사우루스(Untorosaurid ichthyosurus)의 멸종된 속이다. K. 에피모비(K. efimovi)와 K. shchuchkinensis(K. shchuchkinensis)의 두 종으로 알려져 있는데 이 종은 모두 2021년에 이름 지어지고 묘사되었다. 볼라토브나와 마쿠스토비치(2021년)는 카자흐스탄사우루스가 동시대의 운도로사우루스의 자매 택손임을 발견했다. 또한 2021년에 운도로사우루스과(Undorosaurusae)에 놓였으며 운도로사우루스 자체의 조상이었을 가능성이 높다. 이름의 뜻은 카자흐스탄의 도마벰이란 뜻을 가지고 있다. 전체적으로 갈비와 골반이 매우 확장되어 있으며 가슴지느러미와 꼬리지느러미가 매우 큰 어룡이다. 두개골과 안면부도 매우 크게 확장되어 있고 눈도 매우 컸을 것으로 보이는 종이다. 양턱에는 15~20개의 강력하고 날카로운 삼각형의 톱니 모양에 이빨이 나 있다. 먹이로는 당대에 서식했던 물고기, 두족류, 갑각류를 주로 잡아먹고 살았을 육식성의 포식자로 추정되는 종이다.

## 생존시기와 서식지와 화석의 발견
카자흐스탄사우루스가 생존했던 시기는 중생대의 쥐라기 후기로서 지금으로부터 1억 6500만년전~1억 4500만년전에 생존했던 종이다. 생존했던 시기에는 중앙아시아와 동유럽을 중심으로 하는 흑해, 카스피해, 홍해, 지중해 등에서 주로 서식했던 어룡이다. 화석의 발견은 2016년에 카자흐스탄과 러시아에 걸쳐있는 쥐라기에 형성된 지층에서 중앙아시아와 러시아의 고생물학자들에 의해 처음으로 화석이 발견되었으며 이후인 2021년에 지금의 이름으로 지어져 새롭게 명명된 종이다.

## 같이 보기
- 파충류
- 중생대
- 쥐라기
- 어룡
- 화석